# Epiactis georgiana
Epiactis georgiana Carlgren, 1927 è una attinia di mare della famiglia Actiniidae.

## Distribuzione e habitat
È una specie antartica.